# Potter County, Texas
Potter County är ett administrativt område i delstaten Texas, USA, med 121 073 invånare (2010). Den administrativa huvudorten (county seat) är Amarillo.
Alibates Flint Quarries nationalmonument ligger i countyt. 

## Geografi
Enligt United States Census Bureau har countyt en total area på 2 388 km². 2 354 km² av den arean är land och 34 km² är vatten.  

### Angränsande countyn
- Moore County - norr
- Carson County - öster
- Randall County - söder
- Oldham County - väster